# Acremonium alabamense
Acremonium alabamense är en svampart som beskrevs av Morgan-Jones 1974. Acremonium alabamense ingår i släktet Acremonium, ordningen köttkärnsvampar, klassen Sordariomycetes, divisionen sporsäcksvampar och riket svampar.   Inga underarter finns listade i Catalogue of Life.